# Kinza Clodumar
Kinza Godfrey Clodumar (ur. 8 lutego 1945 w Boe, zm. 29 listopada 2021) – nauruański polityk, prezydent Nauru. Przywódca Partii Centrum.
Pełnił urząd ministra finansów od 2003 do października 2004 roku i prezydenta od 12 lutego 1997 do 18 czerwca 1998 roku, kiedy to został usunięty za sprawą głosowania w parlamencie (choć prezydent jest zarówno głową państwa jak i szefem rządu, to może być mianowany i zdejmowany jak premier innego kraju za sprawą wotum nieufności).
Starszy brat Vinciego Clodumara.

## Życie prywatne
Żonaty z Polką Mirosławą Clodumar, z którą miał pięcioro dzieci.